# 돌아온 어머니
"돌아온 어머니"는 한국에서 제작된 이규환 감독의 1949년 드라마 영화이다. 김연실 등이 주연으로 출연하였고 이계하 등이 제작에 참여하였다.

## 출연

### 주연
- 김연실
- 최남현
- 손전
- 남홍일

### 조연
- 손전

## 기타
- 조명: 고해진
- 녹음: 최칠복